# Silla Bofinger
La silla Bofinger, también denominada BA 1171, fue diseñada por el arquitecto y diseñador Helmut Bätzner en 1964. En estrecha cooperación con la empresa Bofinger, ubicada en Ilsfeld en Baden-Württemberg, Alemania, su propietario y director gerente Rudolf Baresel-Bofinger, hizo que la silla apilable Bofinger se convirtiera en la primera silla de plástico de una sola pieza del mundo en poliéster reforzado con fibra de vidrio en ser producida en masa en un solo proceso de prensado sobre un molde de acero. El material fue teñido completamente antes de ser procesado y disponible en una gama de colores que incluían blanco, amarillo, negro, rojo, azul, verde, marrón y naranja. Luego de una larga serie de pruebas, se dio con la forma característica de la silla con respecto a la forma del asiento, la máxima estabilidad con la menor cantidad de material utilizado, la elasticidad requerida, la capacidad de apilamiento y la producción industrial en masa. El proceso de prensado en el molde de acero calentado con una fuerza de aproximadamente 11 toneladas duraba menos de cinco minutos y requirió como tratamiento de acabado solo un simple raspado alrededor de los bordes para eliminar el exceso de poliéster.
En 1966, la Silla Bofinger debutó en la feria del mueble de Colonia. El mismo año recibió el premio "Rosenthal-Studio" en presencia del canciller Ludwig Erhard, Philipp Rosenthal y Walter Gropius. La silla Bofinger se convirtió en un icono del diseño de su época. En 1971, con motivo de un acontecimiento artístico en Berlín, doce artistas conocidos, entre ellos Joseph Beuys, Sigmar Polke, Günther Uecker, Wolf Vostell y Stefan Wewerka, transformaron la silla apilable Bofinger en un objeto de arte. Museos, como el Museo de Victoria y Alberto de Londres, el Centro Pompidou de París y el Vitra Design Museum de Weil am Rhein, incluyeron la silla Bofinger en su colección. La silla Bofinger se considera uno de los clásicos más importantes de la historia del diseño de muebles modernos.